# Gaby Vargas
Elsa Gabriela Vargas Guajardo (Ciudad de México, 29 de enero de 1953), más conocida como Gaby Vargas, es una conferencista, comunicadora, escritora y asesora de imagen mexicana. Ha impartido conferencias desde 1988, sobre imagen, comunicación no verbal, superación y autoestima, en México, Estados Unidos e Hispanoamérica. Colabora en varios medios escritos, así como en diversos programas y noticieros de radio y televisión. Publicó su primer libro, La imagen del éxito, en 1998, y este se convirtió en best seller, a partir de entonces ha escrito nueve libros más —dos de ellos en coautoría—.  También se dedica a labores altruistas, colaborando con diferentes asociaciones como la fundación APAC, la fundación Instituto Marillac y la fundación Ya basta de violencia contra la mujer, entre otras.

## Vida
Nació en la Ciudad de México, fue la mayor de los siete hijos del matrimonio de Gabriela Guajardo y Joaquín Vargas Gómez. Su padre fue un conocido empresario, precursor de la radio FM en México y fundador de varias estaciones de radio, creador de la cadena de cafeterías Wings y MVS Multivisión, el primer sistema MMDS mexicano.  Siendo aún adolescente, Gaby conoció a Pablo González Carbonell (1947-2022) después de cuatro años de relación se casaron el 21 de abril de 1972. La pareja tuvo tres hijos: Paola, Carla y Pablo, que años más tarde los convirtieron en abuelos.

## Carrera
Aunque se interesó en todo lo relacionado con el maquillaje desde sus épocas de estudiante, comenzó a trabajar en esta área hasta después del nacimiento de sus tres hijos, primero como maquillista y luego, debido a los buenos resultados que tuvo, se dedicó a dar clases de maquillaje. Más adelante, en 1978, fundó en la Ciudad de México la empresa Diseño Facial, una especie de spa. Este negocio fue el primero de su tipo en la ciudad y llegó a contar con cinco sucursales. Posteriormente estableció otra compañía, Imagen Ejecutiva Empresarial, una firma desde la cual se dedicó a brindar asesoría de imagen a todo tipo de personas. Entre los clientes de esta empresa se contaron los ahora expresidentes mexicanos, Ernesto Zedillo Ponce de León y Vicente Fox Quesada. Gracias al trabajo que realizó desde esta última empresa, Gaby Vargas es considerada la primera asesora de imagen de México.
Desde 1988, se dedicó a impartir conferencias, que llegan a ser de 75 a 100 al año, esta faceta de sus actividades la desarrolla no solo en México, sino también en Estados Unidos y gran parte de Hispanoamérica. Sus disertaciones suelen girar en torno a temas como la imagen, la comunicación no verbal, la superación y la autoestima, además de las relaciones personales, entre los tópicos principales. Gaby ha afirmado, que la mayor parte del dinero que recibe por esta labor, lo dedica principalmente a actividades altruistas.
Como comunicadora, Gaby Vargas ha participado en medios escritos, así como en diversos programas y noticieros de radio y televisión. A partir de 1993, y por espacio de tres años, escribió semanalmente una columna para El Universal. Desde 1998, publica cada semana un artículo de opinión en los periódicos Reforma y El Norte, que se reproduce en otros 15 periódicos, además de colaboraciones mensuales con algunas revistas, como Nupcias y Paula. En radio y televisión ha participado en el noticiero matutino que emite MVS Noticias, en el noticiero de Guillermo Ortega Ruiz en MVS Radio, en el noticiero Monitor MVS de José Gutiérrez Vivó, en el programa Mejor de canal 4, además del programa Mejor con Gaby Vargas, que en 2011 se transmite de lunes a viernes por MVS Radio.
En 1998, publicó su primer libro, La imagen del éxito, que resultó un éxito en ventas y se convirtió en best seller. A partir de entonces ha publicado dieciséis libros más, dos de ellos en coautoría con el periodista y presentador Yordi Rosado, todos sus libros han sido exitosos, con ventas en conjunto de más de dos millones, lo que ha conducido a que Gaby sea considerada la autora que más se lee en México.  En 1999, tomó la decisión de vender sus empresas para poder dedicar más tiempo a su familia y a la investigación para sus libros y artículos.

## Filantropía
A lo largo de su vida,  se ha inclinado a colaborar en actividades filantrópicas. Entre otras cosas, fue presidenta de la fundación APAC, una institución que brinda apoyo a personas con parálisis cerebral, aún a costa de sacrificar sus intereses profesionales; fue fundadora de la fundación Ya basta de violencia contra la mujer, que busca combatir el maltrato femenino y apoyar a las víctimas; colabora con la fundación Porvenir, que se dedica a atender las necesidades de la población indígena, y con la fundación Unéte, que provee de computadoras a escuelas rurales. Fundadora de Balón por Valor, fundación que inculca valores en niños del Estados de México a través del deporte.
También es la presidenta de la fundación del Instituto Marillac, que brinda educación media superior y superior a personas que carecen de recursos económicos. A esta institución donó las regalías de su libro Soy mujer soy invencible. ¡Estoy exhausta!, para costear las becas de estudiantes de enfermería.

## Reconocimientos
Gaby Vargas ha recibido varios honores y reconocimientos, en 2002, por su labor en el área de la comunicación, recibió del periódico Ocho Columnas el «Galardón Nacional Ocho Columnas de Oro»; en 2003, por sus actividades béneficas, recibió de Longines, el reconocimiento «Elegance is an Attitude»; en 2005, la Academia Nacional le otorgó la Gran Orden de la Reforma; en 2007, recibió de la Cámara Nacional de Comercio la «Medalla Empresarial», que le fue entegada por el presidente Felipe Calderón Hinojosa; en 2008, recibió el «Galardón Master de Oro» del Forum de Alta Dirección, el «Galardón a la Mujer en la Comunicación» del Grupo Promomedios y el premio «La Mujer del Año». El reconocimiento «La Mujer del Año», le fue otorgado por ser la escritora mujer con más altas ventas y lo recibió de manos de la entonces primera dama, Margarita Zavala.
También recibió la distinción de ser nombrada miembro honorario del International Women´s Forum y del Fashion Group International. En 2010, la Universidad Autónoma de Nuevo León le otorgó el premio «Flama, Vida y Mujer» por sus logros en el ámbito empresarial.

## Obra
La autora ha publicado 16 libros hasta el 2019, dos de ellos en coautoría con Yordi Rosado, presentador y periodista mexicano. Los principales temas que ha abordado son la imagen, la comunicación y las relaciones. Los títulos de sus libros, publicados por Editorial Aguilar son:
- La imagen del éxito
- Más sobre la imagen del éxito (1999)[17]
- El arte de convivir y la cortesía social
- Cómo triunfar en el trabajo
- El arte de convivir y la vida cotidiana
- Todo sobre la imagen del éxito
- Comunícate, cautiva y convence
- Quiubole con… Tu cuerpo, el ligue, tu imagen, el sexo, las drogas y todo lo demás (coautora)
- Quiubole con… para chavos (coautora)
- Soy mujer, soy invencible ¡Y estoy exhausta!
- Primero Tú: Los siete pasos para verte bien y sentirte mejor
- Conéctate: Contigo mismo, con los demás, con el universo.
- Yo decido
- Los 15 secretos para rejuvenecer
- Energía Tu Poder